# Arion distinctus
Arion distinctus es una especie de molusco gasterópodo de la familia Arionidae en el orden de los Stylommatophora.

## Distribución geográfica
Se encuentra en la  Europa Central,  Austria, República Checa, Alemania, Eslovaquia, Suiza, Gran Bretaña,  Irlanda y otras zonas: Taiwán